# Andrzej Sapieha (zm. 1611)
Andrzej Iwanowicz Sapieha (ur. ?, zm. 1611) – starosta orszański, kasztelan witebski, wojewoda mścisławski, dworzanin Stefana Batorego.

## Życiorys
Był synem Iwana Sapiehy, starosty drohickiego; wnukiem Iwana, bratem kanclerza Lwa.
Nad jego karierą cały czas czuwał brat Lew Sapieha. W 1585 był dworzaninem Stefana Batorego. W 1588 został starostą orszańskim. W 1596 wziął na czele szlachty województwa witebskiego i mścisławskiego udział pod komendą Krzysztofa Radziwiłła "Pioruna" w tłumieniu buntu Nalewajki. W latach 1597–1600 czuwał nad granicą moskiewską, przesyłając zdobyte za pomocą płatnych szpiegów informacje bratu Lwu i Krzysztofowi Radziwiłłowi. W 1600 otrzymał nominację na kasztelana witebskiego. W 1605 otrzymał województwo mścisławskie.
Wobec Dymitriad zachował daleko posuniętą ostrożność, nie wpuszczając do Polski posła nowo wybranego Wasyla Szujskiego. Po przybyciu do Orszy króla w 1609 prawdopodobnie przyłączył się do niego i brał udział w oblężeniu Smoleńska.
Zmarł w 1611 r.
Był jednym z pierwszych Sapiehów, który porzucił prawosławie dla katolicyzmu.